# Palestyna (Kołaczkowice)
Palestyna – część wsi Kołaczkowice w Polsce, położona w województwie świętokrzyskim, w powiecie buskim, w gminie Busko-Zdrój.
W latach 1975–1998 Palestyna administracyjnie należała do województwa kieleckiego.